# Byåker
Byåker är en by i Säbrå distrikt (Säbrå socken) i Härnösands kommun, Västernorrlands län. För bebyggelsen i byn och norra delen av grannbyn Helgum har SCB avgränsat och namnsatt småorten Byåker och del av Helgum.